# ISFET
ISFET (ang. Ion-Sensitive Field Effect Transistor – czuły na jony tranzystor polowy) – tranzystor polowy, sterowany koncentracją określonych jonów, których obecność w bramce przesuwa napięcie progowe. Jest szczególnym rodzajem elektrody jonoselektywnej z membraną polimerową umieszczoną na podłożu krzemowym.
Jest dobrym czujnikiem pH.